# Chesterton (cráter)
Chesterton es un cráter de impacto de 37,23 km de diámetro, situado en el polo norte del planeta Mercurio. Debe su nombre al escritor inglés Gilbert Keith Chesterton (1874-1936), y su nombre fue aprobado por la  Unión Astronómica Internacional en 2012.